# 洛阳轨道交通1号线
洛阳轨道交通1号线，又称洛阳地铁1号线，位于河南省洛阳市，是洛阳地铁的一条线路。1号线西起红山站，东端止于杨湾站，全长25.342千米，于2017年6月28日开工，于2021年3月28日建成通车。

## 线路走向

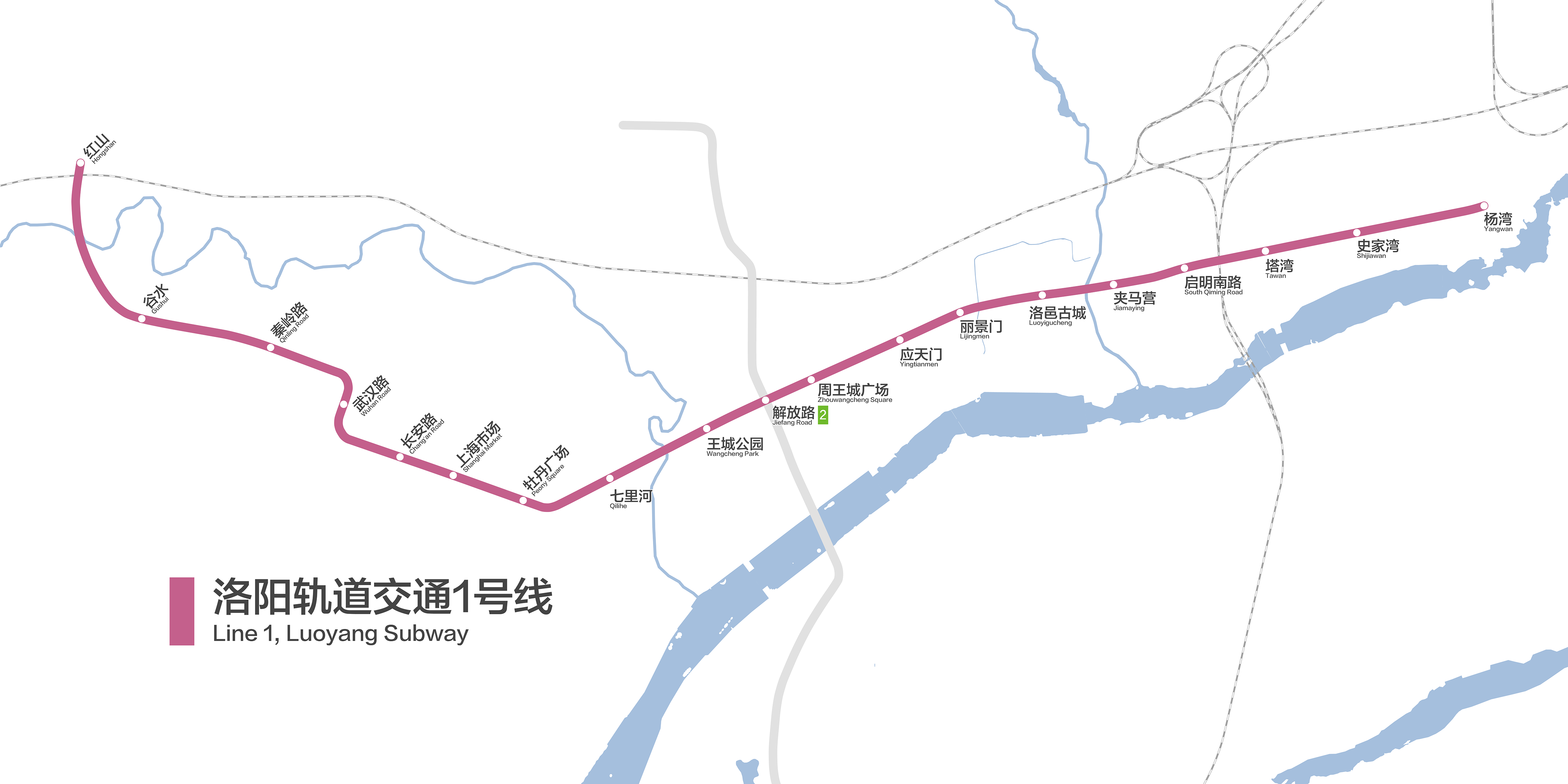
洛阳地铁1号线线路图（按真实走向绘制）

1号线大体为略呈“V”字型的东西走向。西端起于洛阳市城区西部的红山站，向南至中州西路后转向东南，至武汉路转向南，至西苑路再转向东南，至牡丹广场后转向东北进入延安路，之后继续沿此方向，经中州西路、中州中路、中州东路到达东端终点杨湾站。1号线在线路的东西两端设有车辆基地，分别是位于西端的红山车辆段和位于东端的瀍东停车场。

## 车站
1号线全线共设19座车站，其中红山站为高架车站，其余18座车站均为地下车站。牡丹广场站、解放路站和丽景门站分别被规划为与3号线、2号线和4号线的换乘站。
| 洛阳地铁1号线车站列表 |            |                 |               |              |
| 站名                  | 所在行政区 | 换乘            | 启用日期      | 站台设计     |
| 红山                  | 西工区     | n/a             | 2021年3月28日 | 高架侧式站台 |
| 谷水                  | 涧西区     | n/a             | 2021年3月28日 | 地下岛式站台 |
| 秦岭路                | 涧西区     | n/a             | 2021年3月28日 | 地下岛式站台 |
| 武汉路                | 涧西区     | n/a             | 2021年3月28日 | 地下岛式站台 |
| 长安路                | 涧西区     | n/a             | 2021年3月28日 | 地下岛式站台 |
| 上海市场              | 涧西区     | n/a             | 2021年3月28日 | 地下岛式站台 |
| 牡丹广场              | 涧西区     | █ 3号线（规划） | 2021年3月28日 | 地下岛式站台 |
| 七里河                | 涧西区     | n/a             | 2021年3月28日 | 地下岛式站台 |
| 王城公园              | 西工区     | n/a             | 2021年3月28日 | 地下岛式站台 |
| 解放路                | 西工区     | █ 2号线         | 2021年3月28日 | 地下岛式站台 |
| 周王城广场            | 西工区     | n/a             | 2021年3月28日 | 地下岛式站台 |
| 应天门                | 西工区     | n/a             | 2021年3月28日 | 地下岛式站台 |
| 丽景门                | 老城区     | █ 4号线（规划） | 2021年3月28日 | 地下岛式站台 |
| 洛邑古城              | 老城区     | n/a             | 2021年3月28日 | 地下岛式站台 |
| 夹马营                | 瀍河回族区 | n/a             | 2021年3月28日 | 地下岛式站台 |
| 启明南路              | 瀍河回族区 | n/a             | 2021年3月28日 | 地下岛式站台 |
| 塔湾                  | 瀍河回族区 | n/a             | 2021年3月28日 | 地下岛式站台 |
| 史家湾                | 瀍河回族区 | n/a             | 2021年3月28日 | 地下岛式站台 |
| 杨湾                  | 洛龙区     | n/a             | 2021年3月28日 | 地下岛式站台 |

## 历史
1号线随《洛阳市城市轨道交通第一期建设规划（2016-2020年）》于2016年8月获国家发改委批准，并于2017年6月28日全面开工。
2018年底，招标公告显示，1号线西端在红山车辆段出入段线上新增红山站，使1号线的车站数增至19座。红山站临近红山车辆段，为一座高架车站。
2019年6月10日，1号线除红山站外的18座地下车站全部实现主体封顶。6月26日，实现全线洞通。
2019年12月23日，1号线实现全线轨通。
2021年3月28日，1号线正式开通初期运营。
2024年3月4日，“青年宫”站更名为“洛邑古城”站。